# Jüdischer Friedhof (Hillesheim)

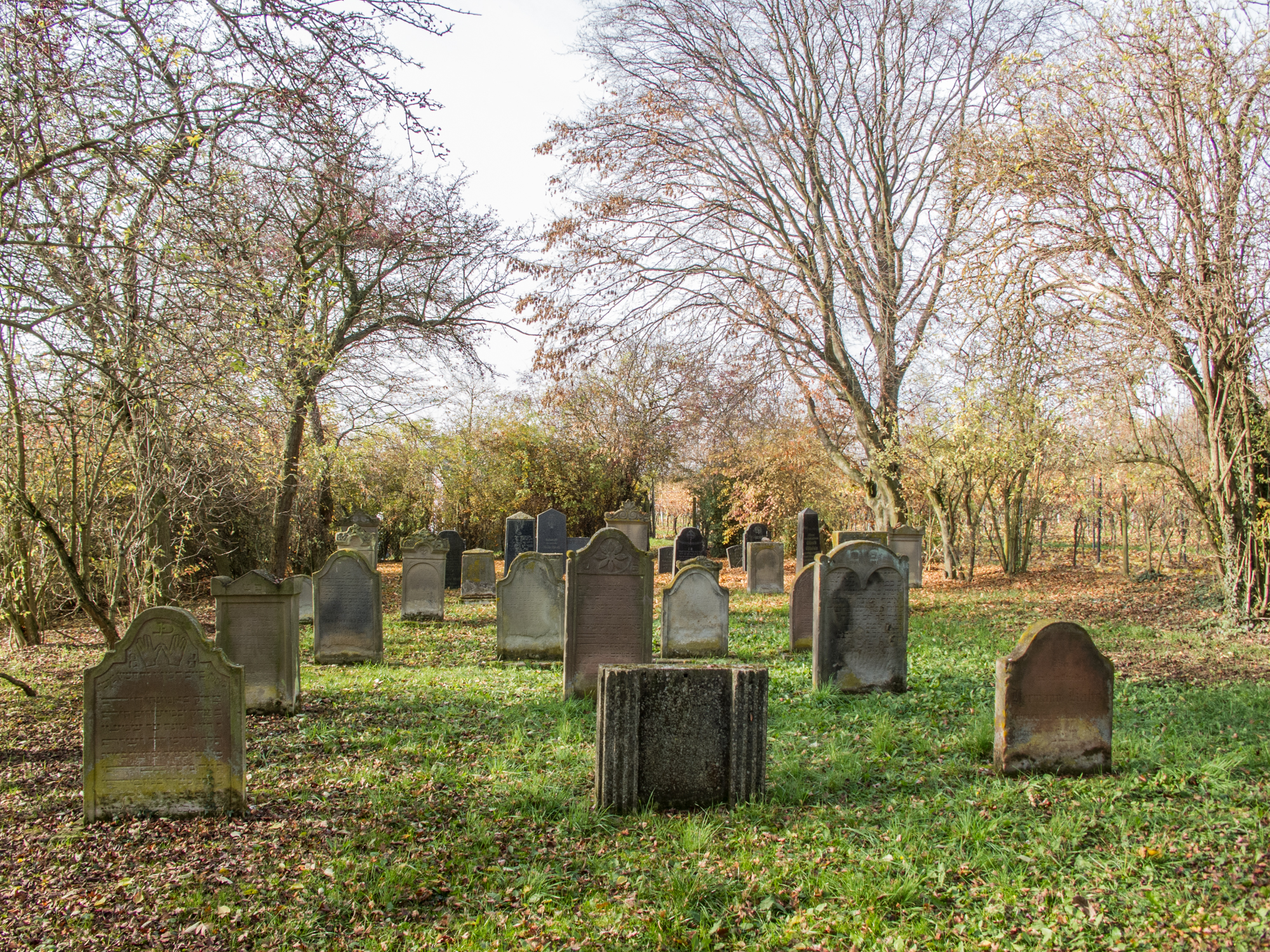
Jüdischer Friedhof in Hillesheim

Der Jüdische Friedhof in Hillesheim, einer Ortsgemeinde im Landkreis Mainz-Bingen in Rheinland-Pfalz, wurde wohl am Anfang des 19. Jahrhunderts angelegt. Der 4,06 ar große jüdische Friedhof befindet sich nördlich des Ortes inmitten von Weinbergen.
Auf dem von 1839 bis 1934 belegten Friedhof sind heute noch 33 Grabsteine erhalten.